# Jacques Jomier
Jacques Louis Gaston Jomier, in religione Albert-Marie (Parigi, 7 marzo 1914 – Villefranche-de-Lauragais, 7 dicembre 2008) è stato un presbitero, religioso, islamista e arabista francese, appartenente all'Ordine dei domenicani. Fu uno dei fondatori dell'Istituto Domenicano di Studi Orientali, insieme a Serge de Beaurecueil e Régis Morelon'.

## Biografia
Jacques Jomier era figlio del medico Julien Jomier e della moglie Marie-Louise Hadengue, figlia del pittore Louis-Michel Hadengue.
Studiò all'Institution Sainte-Marie de Monceau, gestita dai monaci marianisti, poi al liceo Janson-de-Sailly e alla Facoltà di Lettere dell'Università di Parigi. Inoltre, studiò anche presso la facoltà domenicana di Le Saulchoir, dove conseguì la licenza in teologia e il dottorato in lettere.
Entrato nell'Ordine dei domenicani della provincia di Parigi nel 1932, fu ordinato sacerdote il 16 luglio 1939, prima di essere mobilitato per la Campagna di Norvegia tra l'aprile e il giugno 1940. Tra il 1941 e il 1944 studiò arabo a Parigi presso l'Ecole Nationale des Langues Orientales Vivantes e poi al Cairo. Fu insegnante e poi membro del gruppo domenicano del Cairo, che nel 1953 divenne l'Istituto domenicano di studi orientali.
Tra il 1963 e il 1983 fu docente presso il Seminario Maggiore Ma'adi del Cairo, poi a Mosul e a Ibadan, dopodiché è stato nominato professore ospite presso la facoltà di teologia dell'Università Cattolica del Congo a Kinshasa, prima di essere nominato all'Istituto Cattolico di Tolosa. Tra il 1973 e il 1985 fu consulente dell'ex Segretariato vaticano per i non cristiani. Fu anche membro dell'Institut d'Égypte.
Morì il 7 dicembre 2008 a Villefranche-de-Lauragais.

## Premi e riconoscimenti
- Cavaliere della Legion d'onore[senza fonte]
- Croix de guerre 1939-1945[senza fonte]

## Opere
- Le Mahmal et la caravane égyptienne des pèlerins de la Mekke, Le Caire, Institut français d'archéologie orientale, 1953.
- Le commentaire coranique du Manâr : tendances modernes de l'exégèse coranique en Égypte, Paris, G.P. Maisonneuve, coll. « Islam d'hier et d'aujourd'hui » Vol. 11, 1954.
- Bible et Coran, Paris, Éditions du Cerf, 1959.
- Jésus, la vie du Messie, Paris, Éditions du Cerf, 1963.
- Jacques Jomier, Manuel d'arabe égyptien, parler du Caire, Paris, Klincksieck, 1964 (ISBN 978-2-252-01484-4).
- Lexique pratique Français - Arabe: Parler du Caire, Le Caire, Institut français d'archéologie orientale, 1976.
- Jacques Jomier, Les grands thèmes du Coran, Paris, Le Centurion, 1978 (ISBN 978-2-227-31023-0).
- L'islam aux multiples aspects (1982), repris et complété dans Pour connaître l'Islam, Paris, Éditions du Cerf, 1988.
- Un Chrétien lit le Coran, Paris, Le Cerf, 2015 [1984].
- L'islam vécu en Égypte (1954-1975), Paris, Éditions Vrin, 1994.
- Jacques Jomier, Dieu et l'homme dans le Coran : l'aspect religieux de la nature humaine joint à l'obéissance au prophète de l'Islam, Paris, Éditions du Cerf, 1996 (ISBN 978-2-204-05311-2).
- Jacques Jomier, Pour connaître Islam, Éditions du Cerf, 2001 (ISBN 978-2-20406-910-6).
- Divers articles et études dans MIDÉO[4], l'Encyclopédie de l'Islam, l'Encyclopaedia Universalis.